# 東部馬來-玻里尼西亞語族
東部馬來-玻里尼西亞語族（Eastern Malayo-Polynesian languages）屬於马来－波利尼西亚语族之次語族，大約由 500多種的語言所組成。由馬爾科姆·羅斯的論說得知，大多數的語言資料並不能支撐 500多種的語言之間是否有語族上的關係。這些論說亦提到"基本上沒有重要證據"來支持這些語言是否有同一語族上的關係，也就是並沒有基本的證據證明哈嗎黑拉–西部新幾內亞語族（南部哈嗎黑拉語族–西新幾內亞）及大洋洲語族可以在马来－波利尼西亚语族裡組成一個獨特的語族分支，在2008年的澳大利亞基本詞彙數據庫上的分析對於「東部馬來-玻里尼西亞語族」是否可以成立為一個獨特的語族亦只有58%的可信賴支持度。